# Libby Lane
Elizabeth Jane "Libby" Lane (nata Holden) (Wycombe Rural District, 8 dicembre 1966) è una vescova anglicana britannica, dall'11 febbraio 2019 vescovo di Derby.
È la prima donna nominata vescovo della Chiesa d'Inghilterra, dopo che il sinodo generale nel luglio del 2014 aveva votato affinché anche le donne potessero divenire vescovi. Il 17 dicembre 2014 fu nominata vescovo di Stockport. La sua consacrazione avvenne il 26 gennaio 2015 nella cattedrale di York.

## Biografia

### Primi anni di vita e formazione
Elizabeth Jane Holden è nata nel Wycombe Rural District, nel Buckinghamshire. È cresciuta a Glossop, nel Derbyshire. È stata educata alla Manchester High School for Girls, una scuola femminile indipendente. Nel 1986 si è iscritta al St Peter's College dell'Università di Oxford dove ha studiato teologia. Si è laureata con un Bachelor of Arts nel 1989 che è stato successivamente promosso a Master of Arts secondo gli statuti e i costumi dell'ateneo. Dal 1991 al 1993 ha studiato per l'ordinazione al Cranmer Hall dell'Università di Durham.

### Ministero sacerdotale
È stata ordinata diaconessa nel 1993 e pretessa nel 1994, insieme al marito per la Chiesa d'Inghilterra. Ha servito come curato nella chiesa di St. James a Blackburn dal 1993 al 1996. Dal 2000 al 2014 è stata incardinata nella diocesi di Chester ed è stata vicaria nelle chiese di St. Peter a Hale e di St. Elizabeth ad Ashley a partire dal 2007. È stata anche direttrice del ministero delle donne nella diocesi a partire dal 2010.
Nel 2013 è stata eletta tra le otto osservatrici della Camera dei vescovi in rappresentanza dell'Inghilterra del nord-ovest. Le osservatrici sono sacerdoti femminili che presenziano e partecipano alle riunioni della Casa dei vescovi. Ha partecipato al suo primo incontro nel dicembre del 2013. Lane, ha cessato di essere osservatrice quando è stata eletta da e tra i vescovi suffraganei della Provincia di York alla Camera dei vescovi nel 2015. Come suffraganea eletta, ora è membro a pieno titolo della Camera.

### Ministero episcopale
Il 17 dicembre del 2014 è stato annunciato che Lane sarebbe diventata vescovo di Stockport, titolo del vescovo suffraganeo, ovvero subordinato, della diocesi di Chester. Il Primo ministro britannico David Cameron, ha definito la sua nomina "storica" e "un importante passo avanti per la Chiesa verso una maggiore uguaglianza nelle sue posizioni di alto livello". È la prima donna vescovo della Chiesa d'Inghilterra. È stata consacrata nella cattedrale di York il 26 gennaio 2015 da John Sentamu, l'arcivescovo di York. Quando l'arcivescovo ha chiesto alla congregazione se la Lane dovesse essere consacrata come vescovo è stato brevemente interrotto dal sacerdote anglo-cattolico Paul Williamson, che ha esclamato: "Non è nella Bibbia" e definì il fatto che la Lane fosse una donna un "impedimento assoluto". Dopo che Sentamu ebbe spiegato accuratamente la legittimità dell'atto rifece la domanda e non incontrò alcuna opposizione.
Uno dei primi compiti che Lane ha intrapreso come vescovo è stata la partecipazione al servizio di consacrazione di Philip North come vescovo di Burnley il 2 febbraio del 2015. North è un tradizionalista anglo-cattolico che non accetta l'ordinazione delle donne. Pertanto, la Lane e gli altri vescovi, con l'esclusione di tre, non gli hanno imposto le mani. Questa situazione è stata ampiamente commentata come l'esemplificazione di una "teologia della contaminazione". I vescovi si sono riuniti in preghiera attorno a North e solo i tre vescovi "che condividono la sua convinzione teologica per quanto riguarda l'ordinazione delle donne" gli hanno imposto le mani. Ha preso possesso della cattedrale di Chester l'8 marzo 2015, giornata internazionale della donna, segnando l'inizio ufficiale del suo ministero di vescovo di Stockport.
Il 18 dicembre 2018 è stato annunciato che Lane sarebbe diventata l'ottavo vescovo di Derby, succedendo ad Alastair Redfern. È la diocesi dove è cresciuta. La conferma della sua elezione canonica ha avuto luogo l'11 febbraio 2019 e in quel momento è divenuta legalmente vescovo di Derby. La diocesi di Derby è la prima diocesi della Chiesa d'Inghilterra ad avere una donna sia come vescovo diocesano che come vescovo suffraganeo. Jan McFarlane è infatti vescovo di Repton. Ha fatto il suo ingresso nella cattedrale di Derby il 25 maggio 2019.

### Vita personale
Si è sposata con George Lane nel 1990. I due si sono conosciuti alla fine degli anni '80 quando erano studenti al St Peter's College dell'Università di Oxford. Egli è un sacerdote anglicano e attualmente è cappellano dell'aeroporto di Manchester. Questa è stata una delle prime coppie sposate ad essere ordinata allo stesso tempo nella Chiesa d'Inghilterra. Hanno due figli, Connie e Benedict.

## Onorificenze
Nel giugno del 2015 è diventata membro onorario del St Peter's College, la sua alma mater. Nel luglio successivo ha ricevuto un Doctor of Divinity onorario dalla University of Wales Trinity Saint David. Nel luglio del 2017 è stata insignita di un dottorato in legge onorario dall'Università di Bath.